# Casă submarină (cercetare)
Casă submarină sau laborator submers este o structură locuibilă subacvatică montată pe fundul mării ce are ca scop asigurarea condițiilor de viață și lucru unei echipe de scafandri (acvanauți) aflată un timp îndelungat în saturație la presiunea mediului ambiant.

În casa submarină scafandrii efectuează diferite cercetări științifice, ies în apă să lucreze, pot dormi, sau petrece timpul liber.

Experimentele cu case submarine au permis să se facă observații asupra vieții subacvatice, precum și posibilitatea oamenilor de a locui un timp îndelungat sub apă.
Casele submarine pot fi deschise la partea inferioară - presiunea din interior fiind egală cu cea exterioară a apei, sau prevăzute cu porți de acces - presiunea interioară este mai mică decât presiunea apei, intrarea și ieșirea se face printr-un sas intermediar etanșabil, ce trebuie presurizat.
Principalele lucrări subacvatice ce se pot realiza cu o casă submarină sunt:
- ranfluări de nave, aeronave, submarine
- recuperări de încărcături prețioase sau periculoase din epave pe vreme rea sau adâncime mare
- reparații de lungă durată la baraje
- bază de aprovizionare pentru submarine
- exploatare subacvatică a unui câmp petrolifer
- foraje submarine
- observații și cercetări cu caracter oceanografic, biologic și geologic
- pregătirea locului de instalare și construcție a unei platforme marine din beton
- cercetare și dezvoltare în domeniul biologiei marine

Primele case submarine au fost construite la începutul anilor `60 când Edwin Link și Jacques-Yves Cousteau pun în practică teoria scufundărilor în saturație, enunțată de George Bond în anul 1957. 

În anii următori au loc primele experimente cu case submarine care sunt și cele mai importante: 
- 1962 -  Man-in-Sea I, Precontinent I
- 1963 -  Precontinent II
- 1964 -  Man-in-Sea II, Sealab I
- 1965 -   Sealab II, Precontinent III
- 1969 -  Tektite I
- 1970 - Tektite II

În cadrul experimentului Man-In-The-Sea II s-a atins cea mai mare adâncime, 132 m, iar timpul experimentului Tektite I scafandrii au petrecut 60 de zile la adâncimea de 12 m.
Casa submarină este constituită în general din următoarele elemente principale:
- unul sau două chesoane care pot fi cilindrice, sferice sau torice
- porți de acces
- hublouri
- instalație de regenerare a atmosferei interioare
- sistem de comunicații radio
- cablu ombilical cu furtun de alimentare cu amestec respirator, energie electrică
- baterii de acumulatoare
- baterii de butelii cu gaz de rezervă

## Man-In-The-Sea
- Man-In-The-Sea I - Primul experiment Man-In-The-Sea al lui  Edwin Link a fost efectuat cu o cameră submersibilă de decompresie (SDC) în luna Septembrrie 1962 în Marea Mediterană cu scafandrul belgian Robert Sténuit, de pe navele suport „Sea Diver” și „Reef Diver”. Nava „US Sun Bird” asista în apropiere pentru a interveni în caz de urgență cu scafandri, turele de scufundare, chesoane de recompresie și instalații medicale .

Camera submersibilă de decompresie era confecționată din aluminiu, de formă cilindrică, având lungimea de 3 m, diametrul de 1 m iar în interior era prevăzută cu două compartimente: un sas cu o lungime de 2,2 m și un sas cu o lungime de 1,9 m. 

Cilindrul avea posibilitatea de a sta în poziție orizontală pe puntea navei suport și în poziție verticală sub apă, fiind manevrat pentru coborâre ca un ascensor. Poarta inferioară era deschisă, apa neavând însă posibilitatea de a pătrunde în interior, deoarece presiunea interioară era egală cu presiunea exterioară.
După ce Edwin Link a testat cilindrul la diferite adâncimi, acesta a fost coborât avându-l în interior pe Robert Sténuit, până la adâncimea de 61 metri, presurizat cu un amestec respirator heliu-oxigen (Heliox). 
În timpul scufundării, Sténuit a efectuat ieșiri în afara cilindrului cu aparat autonom de respirat sub apă, până la adâncimea de 73 m.
În interior, ambianța era departe de a fi confortabilă datorită umidității ridicate, iar încălzitorul cu care era prevăzut cilindrul era eficient numai în partea superioară a acestuia unde era fixat. 
Datorită unei puternice furtuni, nava-suport, „Reef Diver” a intrat în derivă împreună cu rezerva de butelii cu heliu necesare ambianței cilindrului. Din acest motiv, scufundarea a trebuit întreruptă după 24 de ore de la începere, iar cilindrul împreună cu scafandrul a fost readus la suprafață pe  cealaltă navă-suport, unde a fost efectuată decompresia sub supravegherea unui medic specialist al U.S.Navy, Bob Bornmann, respirându-se un amestec azot-oxigen (Nitrox). Acest experiment a dovedit că oamenii pot locui un timp îndelungat sub apă, chiar și în condiții dificile pentru lungi perioade de timp.
- Man-In-The-Sea II - Cel de-al doilea experiment Man-In-The-Sea al lui Edwin Link, a fost realizat în luna Iunie 1964, în largul insulei Great Stirrup Cay din Bahamas cu Robert Sténuit și John Lindbergh, unul din fii lui Charles Lindbergh, cel care a efectuat primul zbor non-stop peste Oceanul Atlantic, de unul singur. Navele auxiliare utilizate au fost „Sea Finder” și „Sea Hunter” asistate de nava „U.S. Net Tender Nahant”.

Edwin Link a conceput împreună cu U.S.Navy o nouă cameră submersibilă numită SPID (Submerged Portable Inflatable Dwelling-locuință submarină portabilă pneumatică). Avea forma unei bule de gaz, confecționată din neopren ranforsat având mai multe straturi de țesături din nylon, o lungime de 2 m și un diametru de 1,2 metri. 
Cilindrul SDC era utilizat pentru a readuce scafandrul la suprafață sub presiune și de asemeni ca mijloc de securitate sub apă, având posibilitatea de a fi cuplat cu o cameră de decompresie aflată pe puntea navei suport.
Stenuit împreună cu Lindbergh au stat în SPID timp de 49 de ore la adâncimea de 132 metri, respirând un amestec heliu-oxigen (Heliox). Inițial s-a dorit ca cei doi scafandri să fie complet independenți de ajutorul de la suprafață, dar datorită unor defecțiuni ale instalațiilor de menținere a ambianței, acestea au trebuit să fie înlocuite. 
Cu toate acestea, SPID  s-a dovedit a fi mult mai confortabil decât cilindrul SDC utilizat în experimentul Man-In-The-Sea I. 
După efectuarea scufundării, cei doi scafandri au fost readuși la suprafață în cilindrul SDC, unde au efectuat decompresia timp de 92 ore.

## Precontinent
Precontinent sau Conshelf (engleză: Continental Shelf = platou continental), a fost o serie de trei experimente cu laboratoare submarine concepute și conduse de Jacques-Yves Cousteau în perioada 1960–1964, având ca scop studiul capacității oamenilor de a locui într-un habitat special construit sub apă.
Deși inițial proiectul conținea cinci experimente ce urmau să se desfășoare pe o perioadă de 10 ani la adâncimea maximă de 300 m, doar trei au fost completate pentru o adâncime maximă de 100 de metri. O mare parte din fonduri au fost finanțate de companii din industria petrochimică franceză.
- Precontinent I - Jacques-Yves Cousteau începe seria de experimente la câteva zile după ce Edwin Link termină Man-In-The-Sea I. Adâncimea a fost de numai 10 m dar pentru prima dată doi scafandri, Albert Falco și Claude Wesly au stat timp de 7 zile sub apă.

Laboratorul, botezat „Diogène”, era un cilindru deschis la partea inferioară fabricat din oțel lung de 5,1 m și cu un diametru de 2,4 m. Era echipat cu două chesoane pentru a se putea efectua și recompresie în caz de urgență. 
„Diogène” era legat prin cablu ombilical de țărm aflat la 200 m distanță. Tot pe țărm se aflau și posturile TV și radio pentru comunicații. Mâncarea era preparată la bordul navei Calypso și coborâtă de către un scafandru într-un vas închis etanș. 

Falco și Wesley efectuau zilnic ieșiri în apă pentru a lucra la adâncimi de 20...25 m.

Pentru decompresie scafandrii au respirat amestec Nitrox cu oxigen 80% și azot 20% timp de două ore.
- Precontinent II - În luna Iunie 1963 Cousteau concepe în Marea Roșie pe atolul de la Shab Rumi, lângă Sudan, prima colonie submarină alcătuită din patru construcții: clădirea principală numită „Steaua de mare” datorită celor patru brațe radiale, garajul unde se afla minisubmarinul SP-350 sau „farfuria scufundătoare” SP-350 Denise, un hangar pentru unelte și scule și o clădire mai mică „Stațiunea adâncă”.

Construite la Monaco și Nisa acestea au fost transportate cu nava „Rosaldo”, care era folosită și ca navă suport pentru alimentare cu amestecurile respiratorii, apă, hrană, energie etc.
La 15 Iunie „Steaua de mare” este coborâtă având la bord cinci scafandri și oameni de știință : Claude Wesley, Albert Falco, Pierre Vanoni, Pierre Gilbert și Raymond Vaissière oceanograf. 
„Stațiunea adâncă” este coborâtă la 4 Iulie la adâncimea de 35 m cu scafandrii Raymond Kientzy și Andrè Portelatine presurizată cu amestec heliox (heliu 50%, azot 40%, oxigen 10%), spre deosebire de „Steaua de mare” în care se respira aer.
Scafandrii intrau în interior prin deschiderea circulară de la partea inferioară care era protejată cu un grilaj metalic contra rechinilor. Portelatine și Kientzy au coborât din „Stațiunea adâncă” până la adâncimi de 90...100 m atingând chiar 110 m.
La 8 Iulie a coborât în clădirea principală Simone Cousteau, soția comandantului, devenind prima femeie acvanaut, care a locuit într-o casă submarină.
La 13 Iulie Falco și Vanoni însoțiți de Cousteau, sunt primii scafandri care urcă spre suprafață după ce în prealabil au respirat din măști oro-nazale un amestec de 80% oxigen și 20% azot.
Înainte de a ieși la suprafață, cei doi scafandri din „Stațiunea adâncă” Kientzy și Portelatine au respirat timp de 3 ore un amestec de 50% oxigen și 50% azot pentru eliminarea mai rapidă a heliului din organism. Spre suprafață ei au mai efectuat două paliere, unul de 20 minute la 15 m și un palier de 30 minute la 12 m. 

La 14 Iulie ultimii locuitori din „Steaua de mare” au ajuns la suprafață.

Ieșirea scafandrilor s-a făcut eșalonat deoarece în cazul unui accident de decompresie, chesonul de decompresie de pe nava „Rosaldo” nu putea acomoda mai mult de doi scafandri.
Filmările subacvatice realizate pe parcursul acestui proiect au furnizat materialul necesar realizării filmului Lumea fără soare în 1964.
- Precontinent III - Experimentul a început la 17 Septembrie și s-a închiat la 17 octombrie 1965 în largul Mării Meditarane, la Cap Ferrat. Unul din obiectivele principale constituia, în premieră, montarea unui cap de sondă de 5 tone și 5 m înălțime, la adâncimea de 114 m.

Pentru acest experiment Cousteau a construit o casă submarină de forma unei sfere cu diametrul de 7,5 m din oțel gros de 5 mm prevăzută cu trei iublouri, sas de intrare pentru scafandri și un alt sas la partea superioară pentru introducerea de aparatură. Sfera era fixată pe un șasiu de 14,5 x 8,5 m prevăzut cu tancuri de balast care se puteau umple cu aer sau cu apă precum și lest detașabil format din 40 tone de pilitură de fier și 32 tone de alice. Tot pe șasiu erau montate rezervoare de apă potabilă, butelii cu heliu, oxigen și aer comprimat.

Interiorul sferei era împărțit în două etaje. În etajul superior se aflau cele șase cușete ale scafandrilor separate de un perete de „Sala umedă” unde erau aparatele de scufundare, toaletele și dușurile. În etajul superior se afla laboratorul, tabloul electric, bucătăria și instalația de menținere a ambianței ce era alcătuită din amestec heliox (98% heliu, 2% oxigen). Instalația recicla gazele rezultate din respirație, filtra bioxidul de carbon permițând refolosirea heliului precum și uscarea atmosferei.

Aparatele de analiză și control aflate în sferă transmiteau datele la un centru de control instalat chiar în farul de la Cap Ferrat care la rândul lui se afla în legătură permanentă cu un calculator IBM instalat la Muzeul Oceanografic din Monaco. Tot de la acest far porneau și cablurile electrice.

Sfera a fost presurizată de la suprafață cu Heliox la presiunea de 11 bar (sc.abs.) adică adâncimea de 100 m.
De menționat că în timpul desfășurării acestui experiment, s-a stabilit legătura radio cu casa submarină Sealab II a U.S.Navy aflată la 6 000 de mile distanță în Golful La Jolla din California, la ancimea de 62 m.
Experimentul Precontinent III a constituit un deplin succes demonstrând posibilitatea realizării de activități  complexe de lucru sub apă precum și necesitatae reducerii dependenței de suprafață a caselor submarine.

Precontinet III a deschis largi perspective lucrului sub apă în platoul continental, de adaptare a omului la ședere prelungită sub apă.
Unul din aceste experimente ce au continuat, a fost Janus IV din Marea Mediterană, în care o echipă de scafandri francezi au staționat timp de 6 zile pe un șantier subacvatic petrolifer la adâncimea de 460 m, iar doi scafandri au lucrat timp de 10 minute la adâncimea de 501 m.

## Sealab

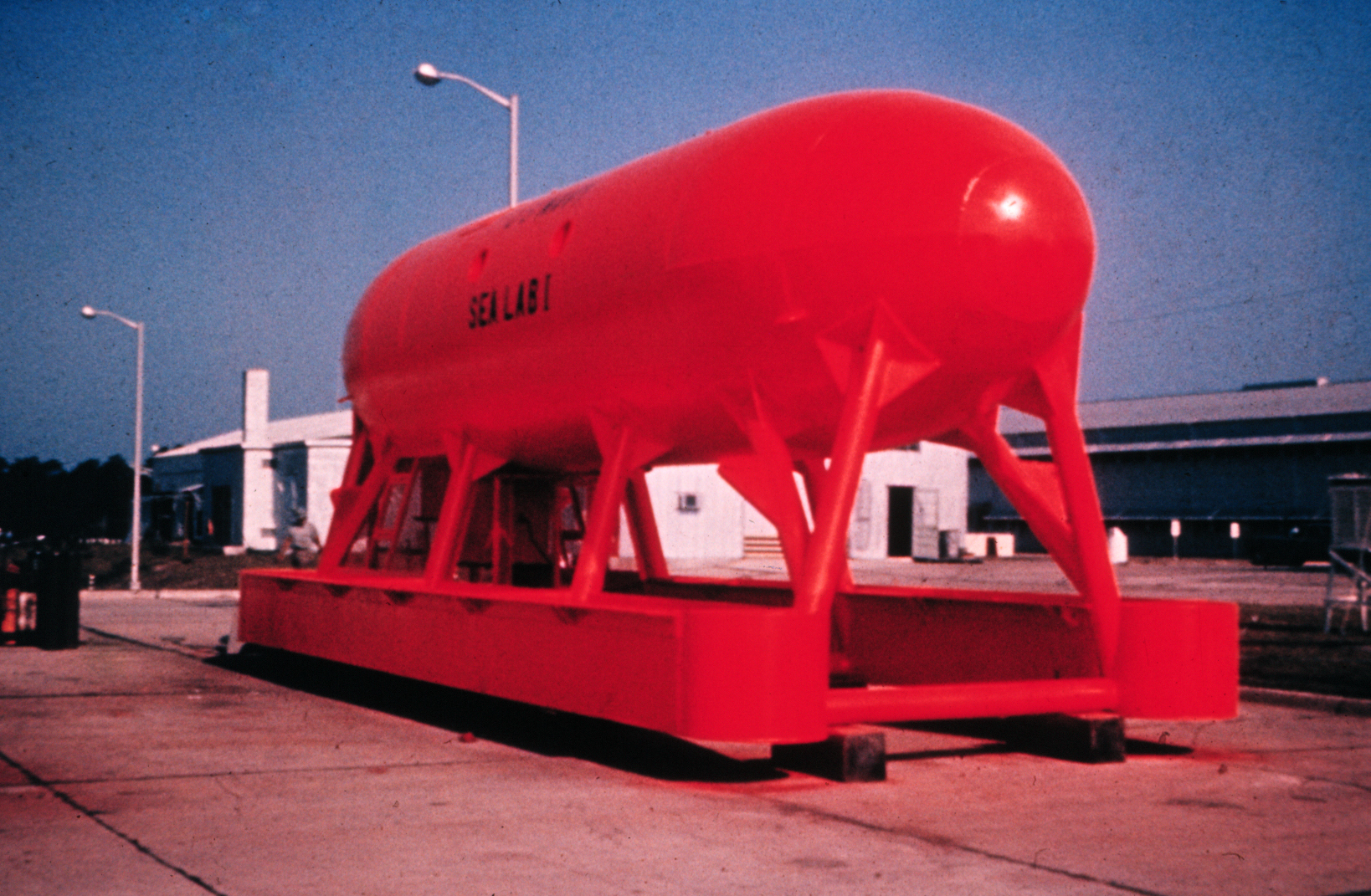
Sealab I

- Sealab I - Primul laborator submers din seria Sealab a fost inițiat de către George Bond cu sprijinul U.S.Navy. A fost realizat în anul 1964 în largul insulei Bermuda la adâncimea de 58 m cu participarea a patru scafandri. După 11 zile de la lansare, a trebuit să fie întrerupt datorită unei furtuni tropicale.
- Sealab II - Al doilea experiment Sealab a fost scufundat la adâncimea de 62 m în anul 1965 în golful La Jolla din California, având incluse facilități sporite ca dușuri și un refrigerator.

Au participat trei echipe de scafandri fiecare staționând timp de 15 zile. Astronautul Scott Carpenter membru al unei echipe, a stabilit un record de ședere de 30 zile. S-au realizat numeroase teste fiziologice, testări de unelte subacvatice, metode de ranfluare, precum și un nou tip de costum de scufundare cu încălzire prin rezistențe electrice.

Președintele Lyndon B. Johson l-a felicitat personal pe Carpenter, însă convorbirea radio a fost îngreunată de prezența heliului din ambianța casei submarine (efectul Donald Duck). În anul 1999 convorbirea a fost difuzată pe canale radio americane.

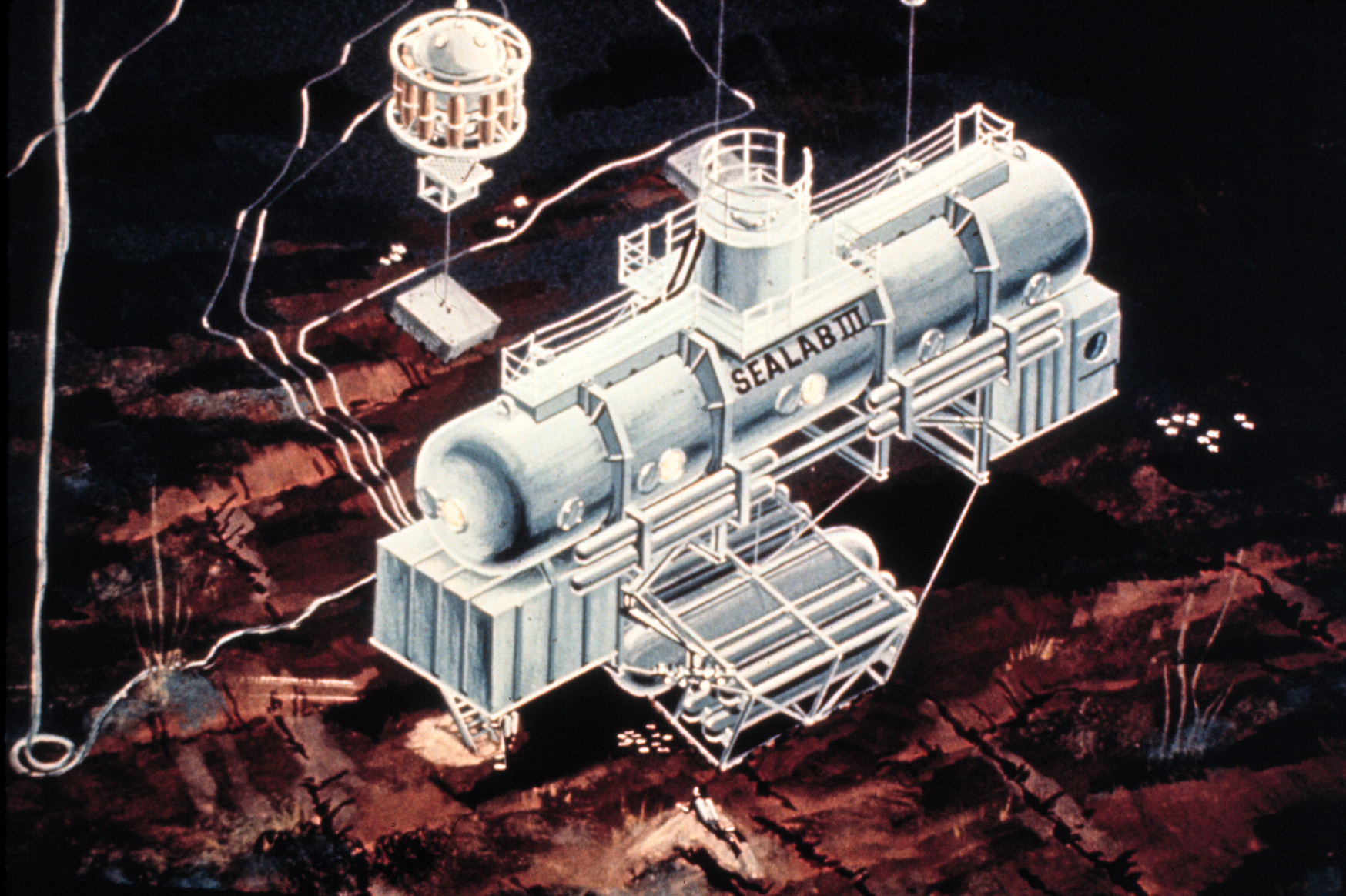
Sealab III

- Sealab III - Laboratorul submers Sealab III a fost construit dintr-un model Sealab II. Experimentul a început la 15 februarie 1969 în largul insulei San Clemente din California cu cinci echipe de câte nouă scafandri care trebuiau să stea 12 zile la adâncimea record de 185 m pentru a efectua mai multe studii de oceanografie și de a testa noi metode de ranfluare. Scafandrii s-au antrenat în laboratorul hiperbar al U.S.Navy din Washington DC care putea fi presurizat până la adâncimea de 300 m.

Imediat ce a fost coborât, au apărut mai multe probleme de etanșeitate dar scafandrii nu au reușit să le remedieze. În mod tragic unul dintre aceștia decedează datorită unor defecțiuni apărute la cartușul epurator al aparatului de respirat.
Experimentul Sealab III a trebuit să fie oprit și nu a mai fost reluat.

## Tektite
- Tektite I - Casa submarină Tektite I a primit sponsorizare de la mai multe instituții guvernamentale din S.U.A. printre care NASA și a fost construită de General Electric. Denumirea Tektite se referă la un tip de rocă formată prin impactul unor meteoriți de dimensiuni relativ mari cad de regulă în largul oceanului.

Experimentul Tektite I a avut loc în Great Lameshur Bay din Insulele Virgine la adâncimea de 13 m și primul la care au participat patru oameni de știință și nu scafandri. Ei au stabilit un record de ședere în saturație, de 60 de zile, iar decompresia a durat 19 zile.
- Tektite II - Programul Tektite II a avut loc în 1970 în Oceanul Pacific la adâncimea de 15 m.

Au participat un număr de 10 echipe alcătuite din cinci oameni de știință care au stat 10...20 zile, iar în premieră una din echipe a fost formată numai din femei. 
Casa submarină Tektite II a fost proiectată și construită de General Electric.

## Alte case submarine

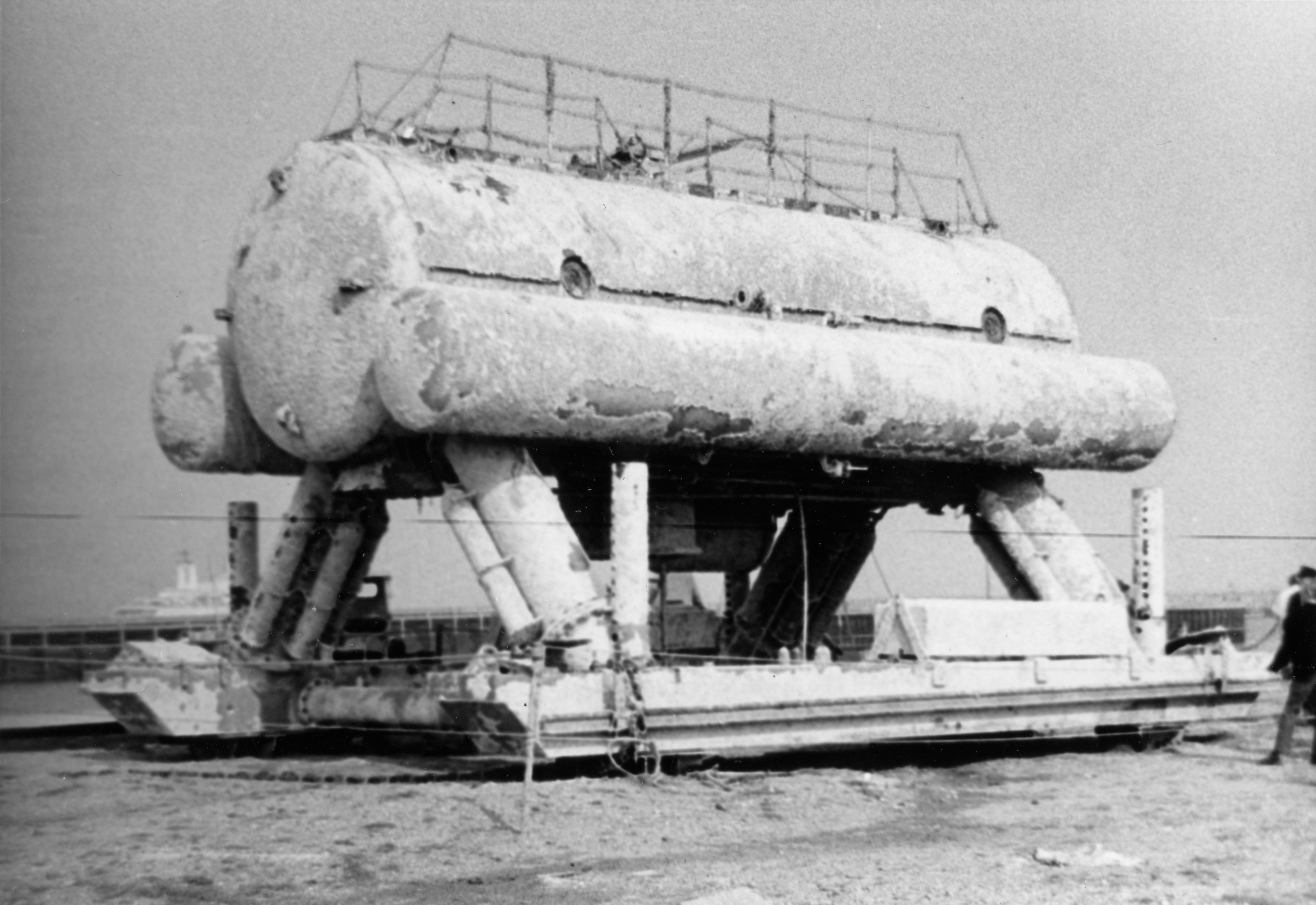
Laboratorul submers Helgoland - 1969

- KICESH - 1965 - U.R.S.S - Marea Neagră - 15 m - 4 scafandri
- GLAUCUS - 1965 - Marea Britanie - Oceanul Atlantic - 10 m - 2 scafandri - 7 zile - Aer
- PERMON II - 1966 - Cehoslovacia - Marea Adriatică - 30 m - 2 scafandri
- IHTIANDR 66 - 1966 - U.R.S.S. - Marea Neagră - 11 m - 2 scafandri - 3 zile - Aer
- HIDRO-LAB - 1966 - S.U.A. - Bahamas - 20 m - 4 scafandri - 14 zile - Aer
- SADKO I - 1966 - U.R.S.S. - Marea Neagră - 25/40 m - 2 scafandri - 30 zile 6 ore - Nitrox
- CARIBE I - 1966 - Cuba - 15 m - 2 scafandri - 3 zile
- PERMON III - 1967 - Cehoslovacia - Lacul Bruntal - 10 m - 2 scafandri - 4 zile
- PERMON IV - 1967 - Cehoslovacia - Lacul Bruntal - 25 m - 2 scafandri - 4 zile
- MEDUSA I - 1967 - Polonia - Lacul Kladno - 24 m - 2 scafandri - 3 zile - 37% O2 - 63% N2
- HEBROS I - 1967 - Bulgaria - Marea Neagră - 10 m - 2 scafandri
- OCTOPUS - 1967 - U.R.S.S. - Marea Neagră - 10 m - 3 scafandri - Aer
- IHTIANDR 67 - 1967 - U.R.S.S. - Marea Neagră - 5 scafandri
- SADKO II - 1967 - U.R.S.S. - Marea Neagră - 25 m - 2 scafandri - 10 zile
- KOCKELBOCKEL - 1967 - Olanda - 15 m - 4...6 scafandri - Aer
- U.W.L.-ADELAIDE - 1967 - Australia - Oceanul Indian
- KARNOLA - 1968 - Cehoslovacia - 8...15 m - 5 scafandri
- EDALHAB I- 1968 - S.U.A. - Lac dulce - 10 m - 2 scafandri - 2 zile - Aer
- CERNOMOR I - 1968 - U.R.S.S. - Marea Neagră - 14 m - 5x6 scafandri - 30 zile
- MEDUSA II - 1968 - Polonia - Marea Baltică - 30 m - 3 scafandri - 14 zile
- ROBINSUB I - 1968 - Italia - Marea Mediterană - 10 m - 1 scafandru - Aer
- HEBROS II - 1968 - Bulgaria - Marea Neagră - 30 m - 2 scafandri - 10 zile
- SPRUT - 1968 - U.R.S.S. - Marea Neagră - 10 m - 2-3 scafandri - 14 zile
- BAH I - 1968 - R.D.G. - Marea Baltică - 10 m - 2 scafandri - 11 zile - Aer
- IHTIANDR 68 - 1968 - U.R.S.S. - Marea Neagră - 12 m - 8 zile
- MALTER I - 1968 - R.F.G. - 8 m - 2 scafandri - 2 zile - Aer
- ROBINSUB II - 1969 - Italia - Marea Mediterană - 7 m - 1 scafandru - 7 zile
- AEGIR II - 1969 - S.U.A. - Oceanul Pacific - 147 m - 4...6scafandri - 4% O2 - 17% N2 - 79% He
- HELGOLAND - 1969 - R.F.G. - Marea Nordului - 23 m - 4 scafandri - 10 zile - Aer
- SUBLIMNOS - 1969 - Canada - Lacul Huron - 10 m - 3 scafandri - Aer
- BAH II - 1969 - R.F.G. - Lacul Boden - 10 m - 2 scafandri - Aer
- S.D.M. - 1969 - Marea Britanie - Marea Mediterană - 9 m - 2 scafandri - 7 zile - Aer
- CERNOMOR II - 1969 - U.R.S.S. - Marea Neagră - 25 m - 4 scafandri - NITROX
- ATLANTIDA - 1969 - Italia - Lacul Cuvazzo - 12 m - 12 scafandri - 25 zile - Aer
- GLAUCOS - 1969 - Marea Britanie - Oceanul Atlantic - 10 m - 2 scafandri - 7 zile - Aer
- SADKO III - 1969 - U.R.S.S. - Marea Neagră - 25 m - 3 scafandri - 14 zile - 15% O2 - 85% N2
- EDELHAB - 1970 - S.U.A. - Oceanul Atlantic - 7 m - 4 scafandri - 36 ore - Aer
- MINITAT - 1970 - S.U.A. - 26/56 m - 3/2 scafandri - 7/14 zile - NITROX
- SHELF I - 1970 - Bulgaria - Marea Neagră - 21 m - 5 scafandri - 7 zile - 10% O2 - 90% N2
- EDELHAB II - 1971 - S.U.A. - Oceanul Atlantic - 17 m - 3 luni

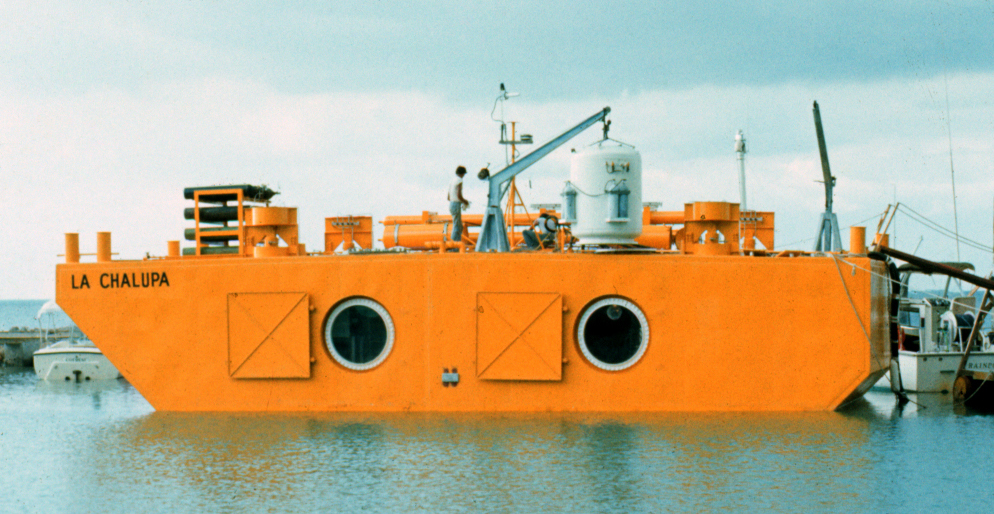
La Chalupa - 1974

- HYDROLAB - 1971 - S.U.A. - Oceanul Atlantic - 15 m - 3...4 scafandri - 7 zile - Aer
- SEATOPIA - 1971 - Japonia - 100 m - 4 scafandri - 30 zile - NITROX
- ASTERIA - 1971 - Italia - Lacul Gorda
- HUNUC - 1971 - Africa de Sud
- LAKE LAB - 1971 - S.U.A. - Lacul Michigan - 10 m - 2 scafandri - 2 zile - Aer
- SUB IGLOO - 1972 - Canada - Cercul Polar - 13 m - 2...3 scafandri
- LA CHALUPA - 1974 - S.U.A. - Oceanul Atlantic - 30 m - 4 scafandri - 14 zile - Aer + HELIOX
- LORA - 1974 - Canada - Oceanul Atlantic - 8 m - 3 scafandri - 24 ore - Aer
- NERITICA - 1977 - R.F.G. - Marea Roșie - 10m - 3 scafandri - Aer
- GALATHEE - 1978 - Franța - Marea Mediterană - 9 m - 2...3 scafandri - Aer
- HIPPOCAMPE - 1981 - Franța - Marea Mediterană - 10 m - 2 scafandri - 5 zile - Aer

## Case submarine românești

LS-1

- LS-1 - 1968 - Lacul Bicaz - 10 m - 2 scafandri - 30 zile - Aer

Laboratorul submers LS-1 a fost lansat în lacul Bicaz cu o echipă de scafandrii ai Stațiunii de cercetare de la Pângărați, Neamț, care au reușit o ședere de 30 zile la adâncimea de 10 m. Având un diametru de 2 m și lungime de 5 m poate acomoda până la 2 scafandri.
- NECTON 78 - 1978 - Lacul Bicaz - 12 m - 1 scafandru - 7 zile - Aer

Experimentul Necton 78 se lansează în lacul Bicaz, alcătuit din trei laboratoare submerse: „Limnos” aflat la un metru sub apă, „Salmös” la 10 m și „Argyroneta” imersat la 20 m. Laboratoarele erau cuplate în pemanență prin legătură TV.
- Lacustris '94 - 1994 - Lacul Bicaz - 10 m - 2 scafandri - 36 zile

Laboratorul submers Lacustris '94  stabilește un record european, de scufundare prelungită în condiții de hiperbarism.
- Lacustris '95 - 1995 - Program internațional în cooperare cu echipa de scafandri canadieni Canadian Divers-Aqualog, dedicat cercetărilor ecologice subacvatice